# جوزيف جي. ويلسون
جوزيف جي. ويلسون (بالإنجليزية: Joseph G. Wilson)‏ هو محامي وقاضي وسياسي أمريكي، ولد في 13 ديسمبر 1826 في أكوورث في الولايات المتحدة، وتوفي في 2 يوليو 1873 في مارييتا في الولايات المتحدة. حزبياً، نشط في الحزب الجمهوري. وقد انتخب المدعي العام ‏ وانتخب عضو مجلس النواب الأمريكي.